# كانا أويدا
كانا أويدا (植田佳奈 أويدا كانا) هي مؤدية أصوات يابانية ولدت في 9 يونيو 1980 في إيكوما، نارا.

## أدوارها في الأنمي

### مسلسلات أنمي تلفزيونية
- جنود السايبورغ - رقم 1
- فاينل فانتسي: أنليميتد - هيلبا
- تنجن توبا جورين لاجان - كينون
- فيت/ستاي نايت - رين توساكا
- فيت/ستاي نايت Unlimited Blade Works - رين توساكا
- فيت/زيرو - رين توساكا
- فيت/كاليد لاينر بريزما إليا - رين توساكا
- فيت/كاليد لاينر بريزما إليا زفاي! - رين توساكا
- فيت/كاليد لاينر بريزما إليا زفاي هيرتز! - رين توساكا
- فيت/كاليد لاينر بريزما إليا دراي!! - رين توساكا
- فيت/إكسترا Last Encore - رين توساكا
- فيت/غراند أوردر: الجبهة الشيطانية المطلقة بابيلونيا - عشتار
- هيتوهيرا - هيروكو تاماكي
- إنجليك لاير - رينغو سيتو
- لافليس - يويكو هاواتاري
- لاينباريل الحديدي - شيزونا إندو
- سيكيري - يومي
- ساكي - ساكي مياناغا
- ساكي: فصل أتشيغا - ساكي مياناغا
- ساكي: البطولة الوطنية - ساكي مياناغا
- المتحري العفريت نيورو نوغامي - ياكو كاتسوراغي
- غاكوين أليس - ميكان ساكورا
- ميد ساما! - سوبارو
- صوت السماء - يوكيكو
- أسطول الزجاج - آيمر
- ميجامان ستار فورس - لونا
- غينتاما - هاناكو
- رايلغان معينة خاصة بالعلم - مي كونوري
- رايلغان معينة خاصة بالعلم S - مي كونوري
- فريزينغ - أتيا سيمونز
- ميري آكلة الأحلام - تشيزورو كاوانامي
- هذا هو سيدي - آنا كوراوتشي
- أوساغي دروب - هاروكو مايدا
- أكاديمية ستيلا للفتيات قسم الثانوية نادي C3 - آوي سيتو
- بليزبلو ألتر ميموري - رايتشل ألوكارد
- الخيانة تعرف إسمي - آشلي
- جانسلينجر ستراتوس - شيزوني ريندو
- فصل الاغتيال - يوزوكي فوا
- فصل الاغتيال SECOND SEASON - يوزوكي فوا
- هنتر x هنتر (2011) - نيون نوستراد
- هاياتي نو غوتوكو! - ساكويا آيزاوا
- هاياتي نو غوتوكو!! - ساكويا آيزاوا
- هاياتي نو غوتوكو! CAN'T TAKE MY EYES OFF YOU - ساكويا آيزاوا
- هاياتي نو غوتوكو! Cuties - ساكويا آيزاوا
- غانغستا - لوريتا كريستيانو أموديو
- أنا ساكاموتو - مي-تشان
- ري:بداية الحياة في عالم آخر من نقطة الصفر - أناستازيا هوشين
- سيتروس - أومي آيهارا
- هاي سكور غيرل - آنسة تونو
- لاك آند لوجيك - بييري ساوتومي
- هينا لوجيك: فروم لاك آند لوجيك - يوكو موريغايا
- دي جرايمان HALLOW - كلاود ناين
- زومبي-لون - كويومي يويماتشي/يومي
- غيمة - ياسمين

### أنمي الإنترنت
- سيلور مون كريستال - برنسس D
- وجبة الغداء في منزل إميا - رين توساكا
- كوروسينسي كويست! - يوزوكي فوا
- 7 سيدز - مايو

### أوفا أنمي
- كارنفال فانتازم - رين توساكا

### أفلام أنمي
- تنجن توبا جورين لاجان: فصل جورين - كينون
- تنجن توبا جورين لاجان: فصل لاجان - كينون
- فيت/ستاي نايت: Unlimited Blade Works - رين توساكا
- سلسلة أفلام فيت/ستاي نايت Heaven's Feel
  - فيت/ستاي نايت Heaven's Feel: الفصل الأول: presage flower - رين توساكا
- هاياتي نو غوتوكو! HEAVEN IS A PLACE ON EARTH - ساكويا آيزاوا
- مازنجر زد إنفينيتي - ميساتو

## أدوارها في ألعاب الفيديو
- تيلز أوف غريسز - باسكال
- سلسلة ألعاب بليزبلو
  - بليزبلو كالاميتي تريغر - رايتشل ألوكارد
  - بليزبلو كونتينيوم شيفت - رايتشل ألوكارد
  - بليزبلو كرونو فانتازما - رايتشل ألوكارد
- بليزبلو كروس تاغ باتل - رايتشل ألوكارد
- فيت/إكسترا - رين توساكا

## أدوارها في الدبلجة اليابانية
- نجمة ضد قوى الشر - نجمة الزاهية

## وصلات خارجية
- كانا أويدا على موقع IMDb (الإنجليزية)
- كانا أويدا على موقع ميوزك برينز (الإنجليزية)
- كانا أويدا على موقع ديسكوغز (الإنجليزية)
- كانا أويدا على موقع قاعدة بيانات الفيلم (الإنجليزية)
- كانا أويدا على موقع ANN person (الإنجليزية)

- نسخة محفوظة 5 يناير 2010 على موقع واي باك مشين.